# Землетрясение в Сальвадоре (2010)
Землетрясение магнитудой 5,9 произошло 18 января 2010 года в 15:40:26 (UTC) в прибрежной зоне Сальвадора, в 17,9 км к юго-западу от муниципалитета Сан-Франсиско-Менендес (департамент Ауачапан). Гипоцентр землетрясения располагался на глубине 54,7 километров.

## Тектонические условия региона
Регион объединяет 4 тесно связанных друг с другом тектонических плиты, что предопределяет широкую сейсмическую и вулканическую активность. По разным оценкам в Центральной Америке насчитывается 250 вулканов, сформированных на месте схождения двух плит: плиты Кокос и Карибской плиты, вдоль высокогорья, протянувшегося от Гватемалы до Панамы. Многие из вулканов активны.
В регионе имеется два главных горных хребта: Северная Сьерра (где вулканов нет), берёт свое начало в Гватемале и тянется на юг до северной части Никарагуа. Хребет Кордильера-де-Таламанка формирует длинную цепь потухших вулканов от Коста-Рики до Панамы.
В Центральной Америке существуют несколько главных геологических разломов, которые играют главную роль в образовании месторождений золота и других металлов. Зона Мотагуа, в которой находится несколько золотых месторождений, простирается вдоль юга Гватемалы до разрыва между Североамериканской и Карибской плитами. Далее геологическая активность связана с плитой Кокос. Никарагуанский разлом формирует озера Манагуа и Никарагуа, а также бассейн реки Сан-Хуан. Последний разлом находится в зоне реки Чаргес в Панаме.
Землетрясение произошло в пределах западной части Карибской литосферной плиты, под которую пододвигается океаническая литосферная плита Кокос.

## Последствия
Землетрясение ощущалось в Сальвадоре в населённых пунктах: Сан-Сальвадор, Антигуо Кускатлан, Санта-Текла, Сояпанго, Колон, Мехиканос, Санта-Ана, Панахачель. Землетрясение ощущалось также в Гватемале, в населённых пунктах: Антигуа-Гуатемала, Чимальтенанго, Фрайханес, Гватемала, Хокотенанго, Миско, Кесальтенанго, Санта-Катарина-Пинула. В результате землетрясения сведений о жертвах и разрушениях не поступало.